# Vysoký Újezd (Hradec Králové)
Vysoký Újezd è un comune della Repubblica Ceca facente parte del distretto di Hradec Králové, nella regione omonima.